# Sebastian Schmidt (aviron)
Pour les articles homonymes, voir Sebastian Schmidt et Schmidt.
Sebastian Schmidt, né le 6 janvier 1985 à Wiesbaden, est un rameur d'aviron allemand.
En huit aux jeux olympiques de Pékin en 2008, il obtient la huitième place. En quatre sans barreur aux jeux olympiques de Londres en 2012, il obtient la sixième place.